# Antonio Paradiso
Antonio Paradiso (Santeramo in Colle, 26 febbraio 1936) è uno scultore italiano.

## Biografia
Antonio Paradiso nasce il 26 febbraio 1936 a Santeramo in Colle, in provincia di Bari. Terminati gli studi liceali, si sposta a Milano per iscriversi alla facoltà di scultura presso l'Accademia di belle arti di Brera, dove divenne allievo di Marino Marini.
Inizia ad esporre le sue opere in diverse città d'Italia e all'estero come a Dortmund, Helsinki, Los Angeles, Colonia e Belgrado. Il suo lavoro è caratterizzato maggiormente da tematiche legate alla natura, come i numerosi studi e opere sugli uccelli e sul volo. Ha esposto alla Triennale di Milano, alla Biennale di Venezia e alla Quadriennale di Roma. in mostra permanente alla Galleria d'arte moderna Achille Forti di Verona.
Viaggiando nel deserto del Sahara e nell'Africa tropicale, ha studiato riti e religioni del passato unendo un approccio scientifico alla sua arte. 
È stato inoltre nel 2000 il creatore del Parco Scultura La Palomba a Matera, un'ex cava di tufo situata all'interno del Parco della Murgia, dove, oltre alle sue opere scultoree, ne figurano altre di artisti come Hidetoshi Nagasawa, Luigi Mainolfi, Mauro Staccioli, Nicola Carrino ed Eliseo Mattiacci.
Vive e lavora tra Milano e Matera.

## Mostre

### Esposizioni permanenti
- Palazzo Forti, Verona
- Parco Scultura La Palomba, Matera
- Teatro Comunale "Rossini", Gioia del Colle
- Piazza dei Martiri del 1799, Gioia del Colle

### Personali
- 1970, Galleria Schwarz, Milano.
- 1971, Galleria del Naviglio, Milano.
- 1972, Galleria 2000, Bologna.
- 1973, Art Basel 4, Basilea.
- 1974, Fotomedia, Museum am Ostwall, Dortmund.
- 1974, John Weber Gallery, New York.
- 1975, Cineteca Nazionale Italiana, Milano.
- 1975, Galleria Forma, Genova.
- 1975, Kunstmuseum, Helsinki.
- 1977, Expo Arte, Bari.
- 1977, Incontri internazionali d'arte, Roma.
- 1978, Biennale di Venezia.
- 1980, Palazzo Reale, Milano.
- 1983, Critica d'arte, Pisa.
- 1984, Santa Monica Gallery, Los Angeles.
- 1984, Art Basel 15, Basilea.
- 1985, Premio Termoli.
- 1986, Galleria comunale d'arte moderna, Palazzo Forti, Verona.
- 1987, Steirisch Herbst, Graz.
- 1987, Galleria civica d'arte moderna, Palazzo dei Diamanti, Ferrara.
- 1988, Ruine der Kunst, Berlino.
- 1990, Fondazione Mudima, Milano.
- 1990, Castello Svevo, Bari.
- 1991, Civici musei, Reggio Emilia.
- 1991, Liljevalchs Kunsthall, Stoccolma.
- 1992, Columbia University, New York.
- 1994, Palazzo Martinenghi, Brescia.
- 1994, Rocca di Umbertiade, Perugia.
- 1996, Biennale d'arte di Penne, Pescara.
- 1998, Città di Pietra, Matera.
- 1999, Palazzo Reale, Milano.
- 2000, Parco scultura La Palomba, Matera.
- 2000, Fondazione Mudima, Milano.
- 2001, Galleria Principe, Napoli.
- 2001, Galleria Zelig, Polignano a Mare.
- 2002, Mediterranea 2, Dubrovnik.
- 2002, Castel del Monte, Andria.
- 2003, Teatro Rossini, Bari.
- 2004, Galleria Scoglio di Quarto, Milano.
- 2005, XIV Quadriennale, Roma.
- 2005, Fondazione Mudima, Milano.
- 2007, Museo d'arte dell'Otto-Novecento, Cosenza.
- 2008, Fondazione Noesi per l'arte contemporanea, Palazzo Barnaba, Martina Franca.
- 2011, Palazzo Reale, Milano.
- 2013, Fondazione Noesi per l'arte contemporanea, Palazzo Barnaba, Martina Franca.
- 2017, Sala Lucio Fontana, Comabbio.
- 2018-2019, Babs Art Gallery, Milano.

### Collettive
- 2016, Università Cattolica del Sacro Cuore, Brescia.
- 2016, Spazio Officina, Chiasso.
- 2017, Molino Stucky, Venezia.
- 2019, Centro di ricerca arte contemporanea, Taranto.
- 2019, Galleria Monopoli, Milano.
- 2022, Centro di ricerca arte contemporanea, Taranto.
- 2023-2024, Palazzo Orsini, Galatina.